# NTA 8060
De NTA 8060 is in Nederland de "Nederlandse technische afspraak"  inzake de Keuring bouwtechnische woningkwaliteit - Methodiek en opnamelijst.

## Historie
Door de Stichting Inspectie Technische Gebouwkwaliteit (SITG) is in opdracht van het ministerie van VROM (2010) onderzocht of er bij marktpartijen draagvlak bestaat voor het ontwikkelen en toepassen van een geharmoniseerd systeem van woningkeuring. Reden voor de vraag was de uiteenlopende kwaliteit van de verschillende rapportages en het gebrek aan mogelijkheden om hier orde in te scheppen, laat staan een bepaalde basiskwaliteit af te dwingen. Naar aanleiding van de resultaten is er een normcommissie in het leven geroepen om deze gestandaardiseerde woningkeuring in een NTA vast te leggen. Het resultaat van de NTA 8060 is een set basisafspraken geënt op een bestaande inspectiemethode aangevuld met lijsten ten behoeve van de woningkeuring. De keuring is onder andere geschikt als aan- en verkoopkeuring in de branche makelaardij en ten behoeve van het verkrijgen van een hypotheek met een Nationale Hypotheek Garantie (NHG). 

## Doelstelling
De doelstelling van de NTA 8060 is te komen tot een eenduidig rapport dat objectief, transparant en reproduceerbaar beschrijft wat de technische staat is van een woning. Het betreft een visuele inspectie en er dient gebruikgemaakt te worden van eenvoudige middelen om deze visuele inspectie te ondersteunen. Het gebruik van een digitale camera is hierbij onontbeerlijk.

## Techniek
De NTA 8060 is gebaseerd op een onderzoekstechniek volgens de NEN 2767-1 en wordt uitgevoerd door gebruik te maken van een tweetal nalooplijsten:
- nalooplijst bouwdelen;
- nalooplijst aspecten bouwbesluit 2012-4.

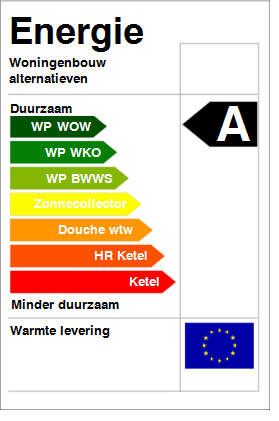
Voorbeeld Energielabel. Een woningkeurlabel gaat er ook zo uitzien.

De inspectie wordt gehouden binnen de kaders van het Bouwbesluit bestaande bouw (Bouwbesluit 2012). De inspectie betreft het constateren van de gebreken en het in beeld brengen van de eventuele herstelkosten. Deze herstelkosten worden afgewogen tegen de herbouwwaarde die wordt uitgerekend op basis van de rekenregels van de verzekeringsbranche. De afweging leidt tot een percentage. Het percentage wordt als een resultaat van de keuring vastgesteld als score conform het energielabel.
| SCORE VAN | SCORE TOT | KLASSE   |
| --------- | --------- | -------- |
| 0,20 %    | 0,50 %    | Klasse A |
| 0,50 %    | 1,0 %     | Klasse B |
| 1,0 %     | 2,0 %     | Klasse C |
| 2,0 %     | 5,0 %     | Klasse D |
| 5,0 %     | 10,0 %    | Klasse E |
| 10,0 %    | 20,0 %    | Klasse F |
| 20,0 %    | en hoger  | Klasse G |

## Vervolg
Op dit moment werkt een NEN-commissie aan de doorontwikkeling van de NTA 8060 richting de NEN 8060.